# ヘネ・ホドリゲス・マルチンス
ヘネ（Renê）ことヘネ・ホドリゲス・マルチンス（ポルトガル語: Renê Rodrigues Martins、1992年9月14日 - ）は、ブラジルのサッカー選手。ポジションはDF。

## クラブ歴
地元のSEピコスでサッカーを始めた。2011年にスポルチ・レシフェに移籍し、当初はU-20チームに配属された。翌年1月15日にカンピオナート・ペルナンブカーノでスターティングメンバーとして出場しトップチームデビュー。2月5日には初得点を記録した。5月19日にはチアギーニョに代わって出場しカンピオナート・ブラジレイロ・セリエA初出場。その後はレギュラーに定着し全試合に出場した。同年9月10日には契約を2017年まで延長した。全国1部での初得点は2015年8月22日となった。
2017年2月6日に、4年契約でCRフラメンゴに移籍。この移籍はASモナコに移籍したジョルジの代わりとしてフラメンゴが獲得したもので、ヘネの保有権の50%を320万レアルで買い取っての移籍であった。